# Olympische Zomerspelen 1916
De Olympische Zomerspelen van de VIe Olympiade zouden in 1916 worden gehouden in Berlijn, Duitsland. Na het uitbreken van de Eerste Wereldoorlog in 1914 gingen de voorbereidingen gewoon door, aangezien niet werd verwacht dat de oorlog zo lang zou duren. Uiteindelijk werden de Spelen toch afgelast. Naast Berlijn waren ook Alexandrië en Boedapest in de race voor het organiseren van deze spelen.
Er waren ook plannen voor een wintersportweek met schaatsen, kunstschaatsen, ijshockey en langlaufen. Dit zouden de voorlopers zijn geweest van de Olympische Winterspelen die voor het eerst in 1924 werden georganiseerd in Chamonix-Mont-Blanc.

## Galerij

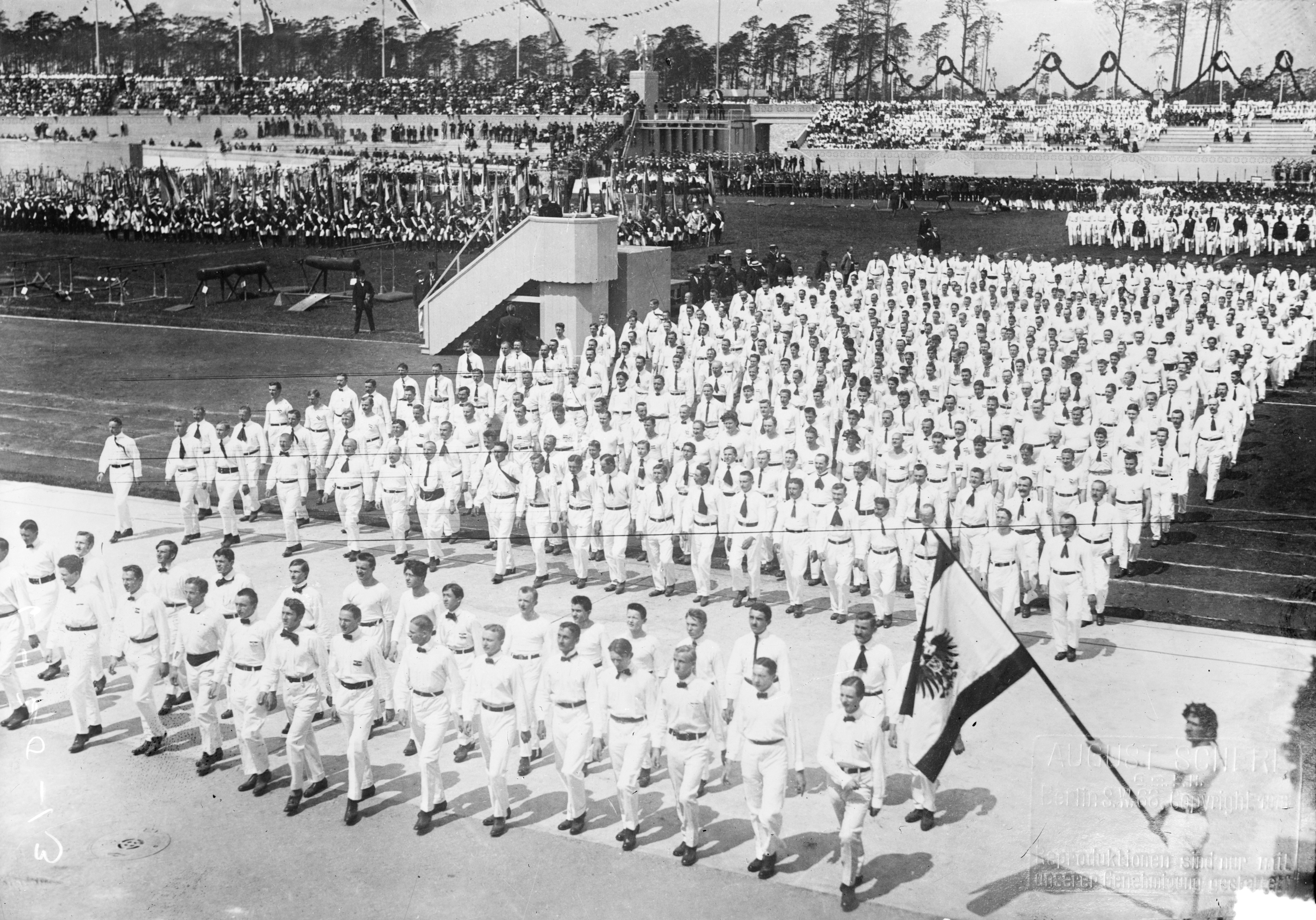
Opening van het Deutsches Stadion, 8 juni 1913

Olympische Zomerspelen
Olympische Winterspelen
Gerelateerd
Olympische Jeugdspelen · Paralympische Spelen · Deaflympische Spelen · Special Olympic World Games
IOC · COA · BOIC · NOC*NSF · NAOC · SOC
- Gemeinsame Normdatei: 2066143-5
- Library of Congress Control Number: n00090409
- Virtual International Authority File: 123831158